# Гурдэ, Павел Васильевич
Павел Васильевич Гурдэ (Поль Луи Станислас Лионель Гурдэ; фр. Paul Louis Stanislas Lionel Gourdet, 1846—1914) — российский архитектор французского происхождения; также общественный деятель и писатель.

## Биография
Родился 8 января 1846 года в городке Кон-Кур-сюр-Луар в Бургундии, Франция.
Обучался в Императорском лицее Ниевра, в Дижонской академии и Императорской школе профессий и искусств. В 1870 году переехал в Российскую империю, в 1875 году по приглашению Военного генерал-губернатора Семиреченской области Г. А. Колпаковского, приехал в Казахстан в город Верный (ныне — Алма-Ата), где был назначен младшим инженером Семиреченского строительного отделения, позже стал начальником этого отделения.
С 1883 по 1903 годы Павел Васильевич Гурдэ являлся бессменным городским архитектором Верного, внесшим большой вклад в строительство и архитектуру города. Также он принимал участие в развитии инфраструктуры города — освещении улиц, создании водопровода и других проектах. Гурдэ принимал участие в строительстве Илийского моста, Верненской мужской и женской гимназий, губернаторского дома, здания городского училища. Проектировал Свято-Вознесенский собор, участвовал в реставрации куполов Покровского собора и других зданий Верного.
Также Павел Гурдэ занимался общественной деятельностью — с 1889 по 1892 годы занимал должность Почетного члена Семиреченского областного попечительства детских приютов.
В 1900 году он участвовал во Всемирной выставке в Париже, где представил карту полезных ископаемых Семиреченской области. В 1905 году он пожертвовал частью минералов из своей коллекции для создавшегося в Верном музея. Был автором некоторых трудов, ныне хранящихся в фондах Национальной библиотеки Республики Казахстан:
- «Заметка о скотоводстве в Семиреченской области, в связи с проектируемым соединением Ташкента с Сибирью рельсовым путем, через Верный, Семипалатинск и Алтай»;
- «Записка о Средне-Азиатской железной дороге».

В 1903 году, после 20-ти лет работы в Верненском городском общественном управлении на разных должностях, и в последние годы Главным архитектором города Верного, ушёл в отставку.
В 1910 году, после 35 лет, проведённых в Семиреченской области, Гурдэ переехал в Санкт-Петербург, где умер в 1914 году. Место его захоронения неизвестно, детей у него не было.
Одна из улиц Алма-Аты — Чокана Валиханова — носила его имя. В 2019 году одна улиц в Ауэзовском районе Алма-Аты получила имя Поля Гурдэ.

## Заслуги
- Был награждён орденами Св. Станислава 3-й и 2-й степеней, орденами Св. Анны 3-й и 2-й степени, орденом Св. Владимира 4-й степени и медалями.
- Почетный гражданин города Верного (1899)[1].

Некоторые работы
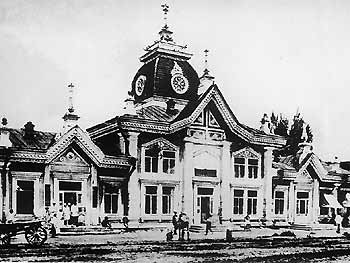
Магазин купца И. Габдулвалиева, 1895 год
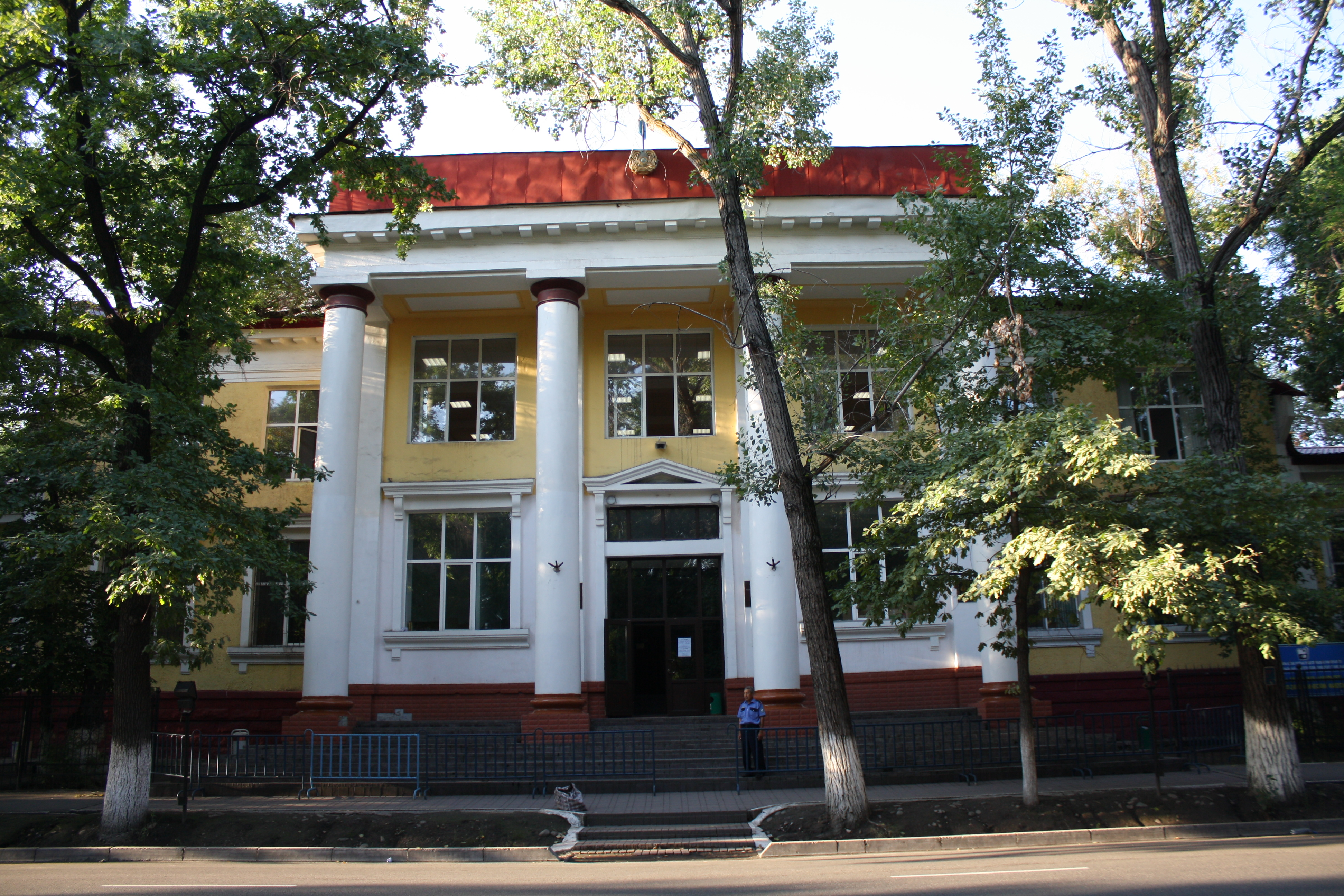
Здание, в котором располагалась Верненская мужская гимназия, 2009 год
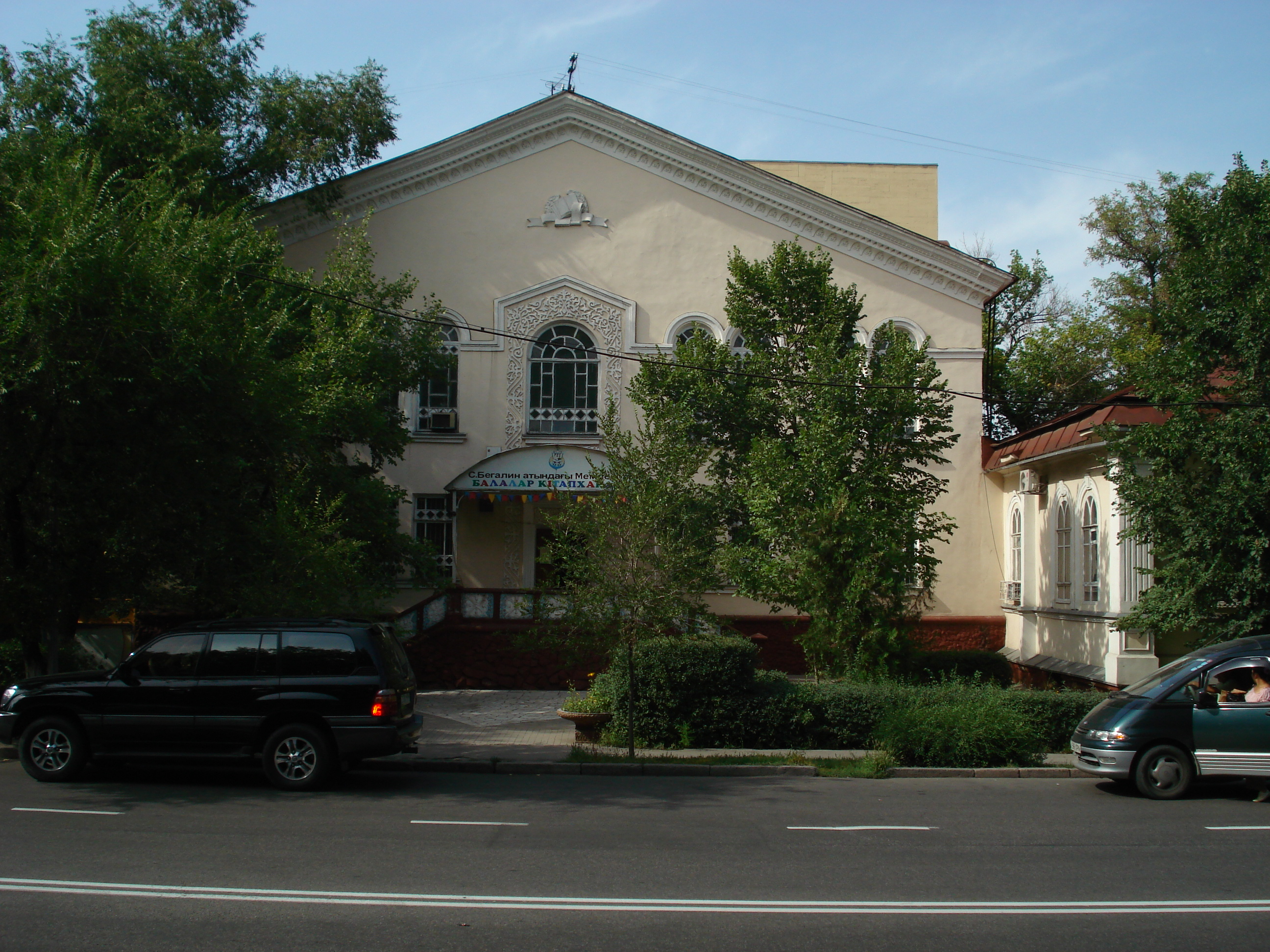
Здание бывшего пансиона Верненской мужской гимназии, 2008 год